# Wang Zhen (homme politique)
Pour les articles homonymes, voir Wang Zhen.
Wang Zhen (en chinois : 王震), né le 11 avril 1908 à Liuyang et mort le 12 mars 1993 à Guangzhou, est un homme politique chinois. Général de l'Armée populaire de libération, il a été le vice-président de la république populaire de Chine de 1988 à 1993. Il est l'un des « huit immortels » du Parti communiste chinois.

## Biographie
Wang Zhen est un membre ancien[Quoi ?] et important du Parti communiste chinois. Il participe à la guerre sino-japonaise et à la guerre civile. Proche de Mao Zedong, il devient après sa mort un fidèle soutien de la réforme économique et de Deng Xiaoping. À partir de 1978, il devient membre du 11e et du 12e Politburo. Il devient vice-président en 1988, sous la présidence de Yang Shangkun et jusqu'à sa mort en 1993. Considéré comme un conservateur et opposant aux réformes politiques, il soutient l'intervention militaire lors des manifestations de la place Tian'anmen, alors qu'il était vice-président.